# Germano (1942–1998)
Germano, właśc. José Germano de Sales (ur. 25 marca 1942 w Conselheiro Pena, zm. 30 września 1998 tamże) – piłkarz brazylijski występujący na pozycji napastnika.

## Kariera klubowa
Karierę piłkarską Germano rozpoczął w klubie CR Flamengo w 1959 roku. W latach 1962–1965 występował we Włoszech w A.C. Milan i krótko w 1963 w Genoi CFC. Z Milanem zdobył Puchar Europy 1963 (Germano zdobył w tych rozgrywkach 2 bramki w I rundzie). Po powrocie do Brazylii występował w SE Palmeiras. Z Palmeiras zdobył mistrzostwo stanu São Paulo – Campeonato Paulista w 1966 roku. W latach 1966–1970 Germano ponownie występował w Europie w Standardzie Liège. Ze Standardem dwukrotnie zdobył mistrzostwo Belgii w 1969 i 1970 oraz Puchar Belgii w 1967 roku.

## Kariera reprezentacyjna
W reprezentacji Brazylii Germano zadebiutował 6 maja 1962 w wygranym 2-1 towarzyskim meczu z reprezentacją Portugalii. Ostatni raz w reprezentacji Germano wystąpił 7 września 1965 w wygranym 3-0 towarzyskim meczu z reprezentacją Urugwaju, którym w 75 min. zdobył bramkę.
W 1959 roku Germano uczestniczył w eliminacjach Igrzysk Olimpijskich w Rzymie. Na turniej finałowy jednak nie pojechał.
W 1959 roku uczestniczył w Igrzyskach Panamerykańskich, na których Brazylia zajęła drugie miejsce.